# AL-Bank Ligaen 2011/12
Die Saison 2011/12 war die fünfte Spielzeit der Eliteserien unter dem Namen AL-Bank Ligaen und damit die 27. Austragung der höchsten dänischen Eishockeyspielklasse. Die Hauptrunde startete am 15. September 2011, die Playoffs wurden vom 23. Februar bis zum 21. April 2012 gespielt. Die Liga umfasste neun Mannschaften. In der Finalserie drehte der Vorjahresmeister Herning Blue Fox nach einem 1:3-Rückstand noch die Serie gegen die Odense Bulldogs und feierte seinen 16. dänischen Meistertitel.

## Teilnehmer
| Klub                      | Standort      | Vorjahr    | Play-offs     |
| ------------------------- | ------------- | ---------- | ------------- |
| AaB Ishockey              | Aalborg       | 4.         | Viertelfinale |
| Copenhagen Hockey         | Kopenhagen    | 5.         | Viertelfinale |
| EfB Ishockey              | Esbjerg       | 7.         | –             |
| Frederikshavn White Hawks | Frederikshavn | 3.         | Vizemeister   |
| Herlev Eagles             | Herlev        | Aufsteiger | Aufsteiger    |
| Herning Blue Fox          | Herning       | 2.         | Meister       |
| Odense Bulldogs           | Odense        | 8.         | –             |
| Rødovre Mighty Bulls      | Rødovre       | 6.         | Halbfinale    |
| SønderjyskE Ishockey      | Haderslev     | 1.         | Halbfinale    |

Nachdem im Vorjahr mit nur acht Teams gespielt wurde, gab es keinen Absteiger. Die Herlev Eagles stiegen nach zwei Jahren Zweitklassigkeit aus der 1. Division auf. Zweiter neuer Name in der Liga war Copenhagen Hockey. Nach diversen finanziellen Problemen in den vergangenen Jahren wurde in Hvidovre unter dem neuen Namen ab Sommer 2011 ein weiterer Neuanfang gestartet.

## Modus
In der Hauptrunde absolvierten die neun Mannschaften jeweils 40 Spiele. Für einen Sieg nach regulärer Spielzeit erhielt jede Mannschaft drei Punkte, für einen Sieg nach Overtime zwei Punkte, bei einer Niederlage nach Overtime gab es einen Punkt und bei einer Niederlage nach regulärer Spielzeit null Punkte. Die acht bestplatzierten Mannschaften qualifizierten sich für die Playoffs. In den ersten beiden Playoff-Runden durften die Mannschaften in der Reihenfolge ihrer Abschlussplatzierungen ihren Playoff-Gegner aussuchen, wobei der Erstplatzierte zuerst seinen Gegner wählen durfte.

## Hauptrunde
|    | Klub                      | Sp | S  | OTS | OTN | N  | T   | GT  | Punkte |
| -- | ------------------------- | -- | -- | --- | --- | -- | --- | --- | ------ |
| 1. | SønderjyskE Ishockey      | 40 | 28 | 3   | 2   | 7  | 147 | 73  | 92     |
| 2. | Odense Bulldogs           | 40 | 23 | 4   | 1   | 12 | 127 | 109 | 78     |
| 3. | Herning Blue Fox          | 40 | 23 | 2   | 1   | 14 | 134 | 95  | 74     |
| 4. | Rødovre Mighty Bulls      | 40 | 18 | 6   | 1   | 15 | 119 | 109 | 67     |
| 5. | AaB Ishockey              | 40 | 17 | 3   | 4   | 16 | 122 | 116 | 61     |
| 6. | Herlev Eagles             | 40 | 11 | 6   | 4   | 19 | 103 | 121 | 49     |
| 7. | Frederikshavn White Hawks | 40 | 11 | 3   | 7   | 19 | 97  | 128 | 46     |
| 8. | EfB Ishockey              | 40 | 12 | 3   | 3   | 22 | 108 | 140 | 45     |
| 9. | Copenhagen Hockey         | 40 | 5  | 2   | 9   | 24 | 92  | 158 | 28     |

Sp = Spiele, S = Siege, U = Unentschieden, N = Niederlagen, OTS = Overtime-Siege, OTN = Overtime-Niederlage, SOS = Penalty-Siege, SON = Penalty-Niederlage

## Playoffs

### Playoff-Baum
|  | Viertelfinale | Viertelfinale             | Viertelfinale    |   |                      | Halbfinale   | Halbfinale       | Halbfinale           |   |  | Finale | Finale | Finale |
|  |               |                           |                  |   |                      |              |                  |                      |   |  |        |        |        |
|  | 1             | SønderjyskE Ishockey      | 4                |   |                      |              |                  |                      |   |  |        |        |        |
|  | 6             | Herlev Eagles             | 0                |   |                      |              |                  |                      |   |  |        |        |        |
|  | 6             | Herlev Eagles             | 0                | 1 | SønderjyskE Ishockey | 1            |                  |                      |   |  |        |        |        |
|  |               |                           |                  | 1 | SønderjyskE Ishockey | 1            |                  |                      |   |  |        |        |        |
|  |               | 3                         | Herning Blue Fox | 4 |                      |              |                  |                      |   |  |        |        |        |
|  | 3             | 3                         | Herning Blue Fox | 4 | Herning Blue Fox     | 4            |                  |                      |   |  |        |        |        |
|  | 3             |                           |                  |   | Herning Blue Fox     | 4            |                  |                      |   |  |        |        |        |
|  | 8             | EfB Ishockey              | 1                |   |                      |              |                  |                      |   |  |        |        |        |
|  | 8             | EfB Ishockey              | 1                | 2 | Odense Bulldogs      | 3            |                  |                      |   |  |        |        |        |
|  |               |                           |                  |   | Odense Bulldogs      | 3            |                  |                      |   |  |        |        |        |
|  |               | 3                         | Herning Blue Fox | 4 |                      |              |                  |                      |   |  |        |        |        |
|  | 2             | 3                         | Herning Blue Fox | 4 | Odense Bulldogs      | 4            |                  |                      |   |  |        |        |        |
|  | 2             |                           |                  |   | Odense Bulldogs      | 4            |                  |                      |   |  |        |        |        |
|  | 7             | Frederikshavn White Hawks | 0                |   |                      |              |                  |                      |   |  |        |        |        |
|  | 7             | Frederikshavn White Hawks | 0                | 2 | Odense Bulldogs      | 4            |                  |                      |   |  |        |        |        |
|  |               |                           |                  | 2 | Odense Bulldogs      | 4            | Spiel um Platz 3 |                      |   |  |        |        |        |
|  |               | 5                         | AaB Ishockey     | 0 |                      |              |                  |                      |   |  |        |        |        |
|  | 4             | 5                         | AaB Ishockey     | 0 | Rødovre Mighty Bulls | 3            | 1                | SønderjyskE Ishockey | 2 |  |        |        |        |
|  | 4             |                           |                  |   | Rødovre Mighty Bulls | 3            | 1                | SønderjyskE Ishockey | 2 |  |        |        |        |
|  | 5             | AaB Ishockey              | 4                |   | 5                    | AaB Ishockey | 0                |                      |   |  |        |        |        |

### Viertelfinale
Die Viertelfinalspiele wurden im Modus „Best of Seven“ ausgetragen und fanden vom 23. Februar bis 11. März 2012 statt.
|                      |   |                          | Serie | 1   | 2         | 3         | 4   | 5   | 6   | 7   |
| -------------------- | - | ------------------------ | ----- | --- | --------- | --------- | --- | --- | --- | --- |
| SønderjyskE Ishockey | – | Herlev Eagles            | 4:0   | 3:0 | 4:3 n. V. | 6:2       | 4:1 | –   | –   | –   |
| Herning Blue Fox     | – | EfB Ishockey             | 4:1   | 4:1 | 3:1       | 3:1       | 1:2 | 5:4 | –   | –   |
| Odense Bulldogs      | – | Fredrikshavn White Hawks | 4:0   | 5:1 | 3:1       | 5:4 n. V. | 4:3 | –   | –   | –   |
| Rødovre Mighty Bulls | – | AaB Ishockey             | 3:4   | 3:0 | 4:6       | 3:6       | 3:2 | 0:2 | 3:1 | 1:3 |

### Halbfinale
Die Halbfinalspiele wurden im Modus „Best of Seven“ ausgetragen und fanden vom 15. bis 24. März 2012 statt.
|                      |   |                  | Serie | 1   | 2   | 3   | 4   | 5   | 6 | 7 |
| -------------------- | - | ---------------- | ----- | --- | --- | --- | --- | --- | - | - |
| SønderjyskE Ishockey | – | Herning Blue Fox | 1:4   | 1:2 | 2:3 | 2:0 | 1:2 | 1:2 | – | – |
| Odense Bulldogs      | – | AaB Ishockey     | 4:0   | 3:1 | 3:2 | 3:2 | 5:3 | –   | – | – |

### Spiele um Platz 3
Die Spiele um Platz 3 wurden in zwei Spielen mit Hin- und Rückspiel ausgetragen und fanden am 30. und 31. März 2012 statt.
|                                     | Serie | 1   | 2   |
| ----------------------------------- | ----- | --- | --- |
| SønderjyskE Ishockey – AaB Ishockey | 6:0   | 3:0 | 3:0 |

### Finale
Die Finalspiele wurden im Modus „Best of Seven“ ausgetragen und fanden vom 7. bis 21. April 2012 statt.
|                                    | Serie | 1   | 2   | 3   | 4   | 5   | 6   | 7   |
| ---------------------------------- | ----- | --- | --- | --- | --- | --- | --- | --- |
| Odense Bulldogs – Herning Blue Fox | 3:4   | 2:0 | 3:2 | 1:8 | 2:1 | 0:2 | 0:3 | 0:4 |